# Door jou (Jim)
Door jou is een single van de Nederlandse zanger Jim uit 2009. Het stond in hetzelfde jaar als tweede track op het album Nu.

## Achtergrond
Door jou is geschreven door Gustavo Santander, Allard Blom en Kike Santander en geproduceerd door Haro Slok. Het is een Nederlandstalige bewerking van het lied Azul van Cristian Castro uit 2001. Het nederpopnummer gaat over een vrouw die de liedverteller weer op het juiste pad heeft gebracht. Door haar ziet hij dingen weer positief. De muziekvideo, waarin shots van de zanger op een boot en in andere zonnige plekken te zien zijn, is opgenomen in Los Angeles. De B-kant van de single is Meer dan een fantasie, geschreven door Bakkum zelf en Allan Eshuijs en afkomstig van hetzelfde album.

## Hitnoteringen
Het nummer had enig succes in de Nederlandse hitlijsten. In de Single Top 100 piekte het op de zesde plaats en stond het twaalf weken in de hitlijst. De piekpositie in de Top 40 was de twaalfde plaats in de zes weken dat het in deze lijst te vinden was. 